# Ivo Padovan
Ivo Padovan (1922–2010) fue un médico croata.
Nacido en Blato, Korčula, se licenció y doctoró en medicina por la Universidad de Zagreb. Prosiguió sus estudios en numerosas clínicas alrededor del mundo. Con el conocimiento adquirido  introdujo la audiometría clínica en Croacia. Fue miembro fundador  y Presidente de la Liga croata para la Lucha en contra Cáncer durante ocho años, además de miembro del consejo de la UICC. En 1975 fue Presidente  del Collegum Otorhinolaryngologicum Amicitiae Sacro. Desde 1983 fue un miembro pleno de la Academia Croata de Ciencias y Artes. Debido a sus contribuciones en rinoplastia  recibió en 1985 un premio en el Congreso Internacional de Otorrinolaringología y Cirugía de Cabeza y Cuello. Murió en Zagreb.
Sus investigaciones versaron sobre cirugía reconstructiva en cuello y cabeza incluyendo casos de cáncer, linfología, cirugía plástica, aplicación de isótopos radioactivos y aplicación de interferón en la práctica clínica. Publicó más de 120 artículos científicos, más de 200 artículos médicos expertos y otros artículos y ocho libros en el campo de otorrinolaringología y cirugía plástica de cabeza y cuello. Siendo un estudiante de Ante Šercer, desarrolló sus métodos de rinoplastia abierta. Fue creador de la microlaringostroboscopia y de una versión mejorada de electronistagmografía, denominada vectonistagmografía.